# Ulrich Brand
Ulrich Brand (n. 15 de abril de 1967 en Mainau) es politólogo y desde septiembre de 2007 profesor universitario de política internacional en la Universidad de Viena. Trabaja sobre cuestiones de la globalización capitalista, su crítica y posibilidades de control político, sobre Recursos internacionales y Política Ambiental así como en América Latina.

## Vida
Brand estudió primero Administración de Empresas con especialización en Turismo en la Duale Hochschule Baden-Württemberg Ravensburg. Terminó sus estudios en 1989 con un diploma y un título de formación como director de hotel. A continuación, Brand cursó estudios de ciencias políticas y economía en la Universidad Johann Wolfgang Goethe de Fráncfort del Meno, que también le llevaron a Berlín, Buenos Aires y Detroit. También completó estos estudios en 1996 con un diploma. En el año 2000, Ulrich Brand se doctoró con una tesis sobre "La relación entre el Estado y las organizaciones no gubernamentales en la política medioambiental internacional". Entre 2001 y 2007, trabajó como asistente de investigación en el departamento de Globalización y Política de la Universidad de Kassel. En 2006, se doctoró allí con la tesis La forma política de la globalización. Fuerzas e instituciones sociales en el Estado internacionalizado".
Participa activamente en el patronato del Instituto Solidario Moderno, en la Bundeskoordination Internationalismus. (BUKO), así como en el Consejo Asesor Científico de Attac Alemania. Desde mayo de 2011, es coeditor de la revista mensual de ciencia política Blätter für deutsche und internationale Politik.
Brand es, entre otras cosas, miembro de la Asociación para la Investigación Social Crítica, así como de la Sociedad Austriaca de Ciencias Políticas. (ÖGPW) y la Asociación Alemana de Ciencias Políticas (DVPW). En la DVPW, fue portavoz de la Sección de Economía Política de 2006 a 2012. De 2012 a 2014 fue director del Instituto de Ciencias Políticas de la Universidad de Viena, y de 2011 a 2013 jefe académico del programa de maestría Estudios Latinoamericanos Superiores de la Universidad de Viena.

## Trabajo
Brand considera la cuestión ecológica entrelazada con sus condiciones previas y sus condiciones sociales.
Los debates públicos predominantes suelen centrarse en el crecimiento excesivo en un espacio finito (economía ambiental).
Sin embargo, no hay una simple yuxtaposición de naturaleza y sociedad, sino que la apropiación de la naturaleza es siempre también una relación concreta, social, por lo que hay que cuestionar este dispositivo dominante (Foucault) de la discusión pública. Brand cree que la crisis del modo de vida moderno es tanto ecológica como social, y que esta crisis social-ecológica debe entenderse con una ecología política más que con una visión convencional de la sobreexplotación del planeta. Su trabajo teórico se enmarca en los debates sobre la teoría crítica del Estado y la hegemonía (Antonio Gramsci, Nicos Poulantzas), la teoría de la regulación y la ecología política.
Brand aborda cuestiones de transformación socio-ecológica en la crisis múltiple en adelante, como la forma en que el Norte global vive a expensas del Sur global. En la vida cotidiana estructurada (consumo, movilidad, comunicación y alimentación), se hace un uso desproporcionado de la mano de obra global y de los recursos globales de los países emergentes y en desarrollo, mediados por el mercado mundial.
Esto es descrito por él y Markus Wissen como una "forma de vida imperial", con lo que se refieren a un modo de producción imperial en el que los recursos (materias primas como petróleo y tierra, pero también la mano de obra) son extraídos del Sur, consumidos en el Norte y eliminados de nuevo a través del sumideros del Sur. Según su relato, se trata de una crisis cuyos patrones de consumo y producción subyacentes son difíciles de politizar; por el contrario, se han afianzado aún más en las clases medias y altas del Norte y se defienden desde el exterior. Existe, en efecto, una rebelión, visible, por ejemplo, a través del éxito del extremismo de derechas, una "auto-subordinación rebelde" (Nora Räthzel), pero las relaciones de poder fundamentales permanecen intactas.
Por imperial se entiende la expansión espacialmente ilimitada y que este modo de vida desplaza a otros modos de vida. El concepto de "modo de vida" amplía el concepto abstracto de estilo de vida para incluir la cultura cotidiana. Aunque este concepto se basa en la teoría de la regulación, también abarca adicionalmente las prácticas cotidianas y la mente cotidiana según Gramsci, ya que según él las condiciones para el trabajo de reproducción parecen ser cada vez más favorables: La vida puede seguir considerándose digna de ser vivida en nuestra sociedad incluso con los recortes salariales. Sin embargo, no se debe apelar aquí al "consumidor responsable" individual, eso sería demasiado apolítico, y además, por ejemplo, en el campo, el consumidor suele depender también del vehículo a motor.
Los costes del trabajo reproductivo del sujeto individual, es decir, el trabajo de restitución de su propia fuerza de trabajo, están bajo las condiciones del neoliberalismo en el Norte, aunque a través del Externalización, por ejemplo. (para más detalles, véase Lessenich) de los costes, más bien menos, el neoliberalismo crea así su propio consentimiento, a través de teléfonos móviles más baratos o incluso viajes de larga distancia más baratos. Este modo de producción imperial parece hegemónico, es decir, ampliamente aceptado e incluso difundido. Las consecuencias son aún menos amenazantes en el Norte en contraste con el Sur.
Brand y Wissen formularon su análisis y crítica del modo de vida imperial en el libro de 2017 Imperiale Lebensweise. Sobre la explotación de las personas y la naturaleza en tiempos del capitalismo global". En 2021, publicó "El modo de vida imperial". La vida cotidiana y la crisis ecológica del capitalismo, y también se realizaron traducciones al español y al francés.
La hegemonía, según Gramsci, se entiende como el esfuerzo y la capacidad de la clase dominante para presentar sus propios intereses como los de la generalidad, por ejemplo con políticas de localización y crecimiento como objetivo incuestionable. También era necesario crear contrahegemonías para contrarrestar el discurso dominante del catastrofismo. ("Ya son las doce menos cinco"), lo que favorece a autoritario, de arriba abajo y de abajo a arriba soluciones. Además, el concepto de modo de vida imperial debe distinguirse de un discurso puramente tecnológico (coche eléctrico) o del consumidor responsable (neoclasicismo), donde el acto político se limita a los actos de compra.
El modo en que se apropia la naturaleza puede ser captado por el término Relación social natural. Así, en el caso de las necesidades sociales, como la movilidad, también cabe preguntarse cómo se puede atender y se atiende la necesidad concreta de movilidad y qué intereses hay detrás. El poder y los intereses se inscriben aquí en el (también inconsciente, cf. 'Habitus') deseos de los usuarios. El estilo de vida imperial también está orientado al estatus: la clase media se distingue por consumir más hacia abajo y sirve de modelo para aquellos: esta espiral de consumo también impulsa las emisiones de CO2. Un ejemplo es el uso de los coches y los intereses de la industria del automóvil. Así, el uso de los SUVs es también un procesamiento de la crisis ecológica, según el lema: Mis hijos y yo pasaremos seguros por la fuerte lluvia. La atención se centra en los estilos de vida que ya han cambiado: En Viena ya hay más hogares sin coche que con coche, por lo que ya hay puntos de inflexión. Otro ejemplo de rebelión silenciosa es la restricción del consumo de carne.
A medio plazo, la ecología política no se preocupa por el objetivo de la felicidad individual, sino por las condiciones para una Buena vida para todos y una economía basada en la solidaridad y orientada a los valores de uso, que principalmente no apoya la (Capitalista) compulsión de crecimiento, sobre mercados financieros, pero se centra en un modelo atractivo de prosperidad sin apelar a la renuncia individual y al consumismo. Siguiendo un Análisis de los cambios de Karl Polanyi, el actor aquí no es el Estado, sino el múltiple movimientos sociales. (Care Revolution, Food Sovereignty, Right to the City y muchos más).

## Enlaces web
- Wikimedia Commons alberga una categoría multimedia sobre Ulrich Brand.
- CV y publicaciones de Ulrich Brand]
- Decrecimiento y postextractivismo: ¿dos caras de la misma moneda? Documento de trabajo de Ulrich Brand para el grupo de investigación colaborativa de la DFG Postgrowth Societies. (PDF)
- Artículo "Crítica de la globalización" Archivado el 24 de septiembre de 2015 en Wayback Machine.. En: Wolfgang Fritz Haug (ed.): Diccionario histórico-crítico del marxismo, vol. 5. Argument, Hamburgo 1994ff. (PDF; 142 kB)
- artículo Economía verde: ¿el próximo oxímoron? Archivado el 27 de agosto de 2022 en Wayback Machine. Ulrich Brand sobre los problemas de la economía verde. (PDF)

- Reestructuración social socio-ecológica en el camino hacia una modernidad solidaria. Vídeo de la entrevista con Ulrich Brand.
- Se busca: un nuevo modelo global de prosperidad. Ulrich Brand sobre las perspectivas de transformación socio-ecológica en Política y Sociedad Internacional 4/2014.
- "Necesitamos un debate sobre cómo hacer que los teléfonos móviles sean reciclables en un 99%"' Entrevista sobre el trabajo de Brand en la Comisión Enquete sobre Crecimiento, Prosperidad y Calidad de Vida (PDF; 138 kB)
- Marion Wittfeld, Wer lehrt, hat auch einmal studiert, Entrevista con Ulrich Brand, uni:view, marzo de 2015.

- «Biografía y colección de reseñas». Perlentaucher (en alemán).
- '"Müssen Freiheiten einschränken", Die Tageszeitung, agosto de 2018, entrevista

- Datos: Q2475603
- Multimedia: Ulrich Brand / Q2475603